# Distillers Company
Distillers Company Limited foi uma empresa escocesa detentora de marcas de bebidas e produtos farmacêuticos.

## História
Fundada em 1877 pela associação de seis destilarias de uísque: Macfarlane & Co., John Bald & Co., John Haig & Co, MacNab Bros & Co, Robert Mowbray e Stewart & Co., em 1925 juntou ao grupo, a fabricante da Johnnie Walker e a John Dewar & Sons.
A partir de 1942 a Distillers criou uma divisão farmacêutica (Distillers Biochemicals - DCBL), desenvolvendo a penicilina.
Durante o século XX o grupo cresceu com a aquisição de inúmeras marcas, como a John Bisset, Macdonald Greenlees, Wright & Greig, White Horse, entre outras.
Em 1986 a Distillers Company Limited foi extinta, quando todas as suas marcas foram compradas pelo grupo Guinness. Esta transação ficou conhecida como a Guinness share-trading fraud, um escândalo empresarial, porque a empresa Guinness tentou manipular o mercado de ações com esta transação e o resultado final foi a prisão de alguns executivos e multas as empresas. Mas tarde houve a fusão das marcas pertencente a Distillers Company, através da Guinnes, com a criação da empresa Diageo.